# Саговник многократноперистый
Саговник многократноперистый (лат. Cycas multipinnata) — вечнозелёное древовидное растение рода Саговник.

## Описание
Развитый надземный Ствол отсутствует, деревянистое основание диаметром 10-15 см в узком месте; 1-2 листьев в кроне.
Листья тёмно-зелёные, очень блестящие, длиной 200-400 см.
Пыльцевые шишки веретенообразные, сливочные, длиной 25-40 см, 6-8 см диаметром. Мегаспорофилы 11-13 см длиной, коричнево-войлочные.
Семена плоские, яйцевидные, длиной 25 мм, шириной 21 мм; саркотеста жёлтая, не покрыта налётом, толщиной 2 мм.

## Распространение и экология
Вид распространён в Китае (Гуанси, Юньнань) и в северном Вьетнаме. Произрастает на высоте от 200 до 1300 метров над уровнем моря. Этот вид растёт в закрытом вечнозелёном лесу (полутенистый муссонный лес) на известняковых почвах по очень крутым склонам.
Большая часть лесной среды С. multipinnata была очищена или серьёзно деградирована. Чрезмерный сбор в коммерческих целях также оказал негативное влияние на популяцию.